# Knutsvik
Knutsvik är en bebyggelse nordost om Kungshamn i Sotenäs kommun. Vid avgränsningen 2020 avgränsades bebyggelsen till en småort.